# Barrage de Castelnau-Lassouts
Le barrage de Castelnau-Lassouts , ou barrage de Castelnau-Lassouts-Lous, est un barrage français du Massif central, situé dans le département de l'Aveyron, en région Occitanie.

## Géographie
Le barrage de Castelnau-Lassouts est un barrage hydroélectrique situé dans le quart nord-est du département de l'Aveyron, sur le Lot, le plus long affluent de la Garonne. Il est implanté à 412 mètres d'altitude entre les communes de Castelnau-de-Mandailles et Lassouts, au lieu-dit las Combes.
Il est doté de deux déversoirs, distants du barrage principal, tous deux en rive droite. Le principal est situé au nord, à environ 800 mètres en amont : c'est un autre barrage long d'environ 140 mètres, doté de deux vannes d'évacuateurs de crue de 25 m de large et 9 m de haut
, dont l'éclusée rejoint le cours tout proche du ruisseau des Mousseaux qui conflue avec le Lot un kilomètre plus loin en aval.
Entre les deux barrages, l'autre déversoir permet d'évacuer le trop-plein de la retenue. Il se compose d'une vanne prolongée d'une galerie d'évacuation longue de 400 mètres, débouchant une centaine de mètres en amont de la confluence entre le Lot et le ruisseau des Mousseaux.
Au pied du barrage principal, la centrale de Castelnau-Lassouts fournit une puissance totale de 42 MW, capable de produire annuellement 84 GWh, soit la consommation d'une population résidentielle de 30 000 habitants.

### Lac de retenue
Sa retenue, longue de quinze kilomètres, s'étend sur 2,18 km2. Outre les deux communes entre lesquelles est érigé le barrage, elle baigne également Prades-d'Aubrac, Sainte-Eulalie-d'Olt et Saint-Geniez-d'Olt. Elle est également alimentée par une quinzaine de petits ruisseaux, dont le plus important est le Merdanson.
Le volume total de la retenue est de 40,82 millions de mètres cubes, dont 20,22 millions de mètres cubes de volume utile.

## Histoire
La construction du barrage de Castelnau-Lassouts commence en 1941 et s'achève en 1947, pour une mise en service l'année suivante.
Entre 1989 et 1992, un nouveau déversoir est ajouté au précédent, portant le débit d'évacuation des crues de 1 480 à 2 080 m3/s.
Il s'agit du plus gros barrage (en volume) présent sur le Lot. Son usine hydro-électrique est légèrement dépassée, en termes de puissance produite, par la centrale de Golinhac.

## Caractéristiques
C'est un barrage poids en béton dont les caractéristiques techniques sont les suivantes :
- hauteur (par rapport au lit du cours d'eau) : 52 m[4]
- hauteur (par rapport aux fondations) : 60 m
- longueur : 182 m
- largeur en crête : 5 m
- largeur à la base : 47 m
- puissance installée 42 MW[4]
- volume du réservoir : 40,82 millions de m3[6]
- superficie du réservoir : 218 hectares[5]

## Galerie

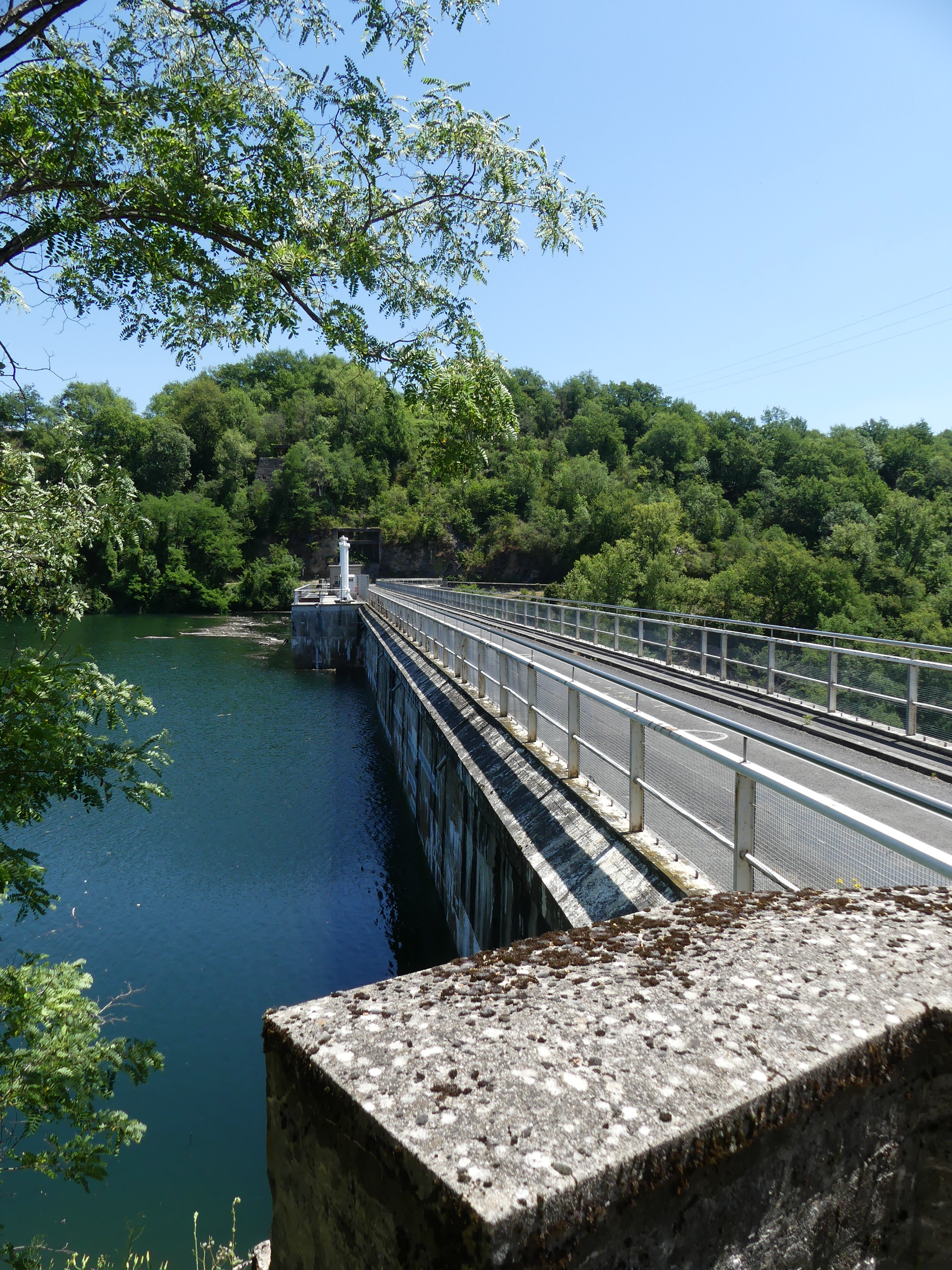
Le barrage principal.
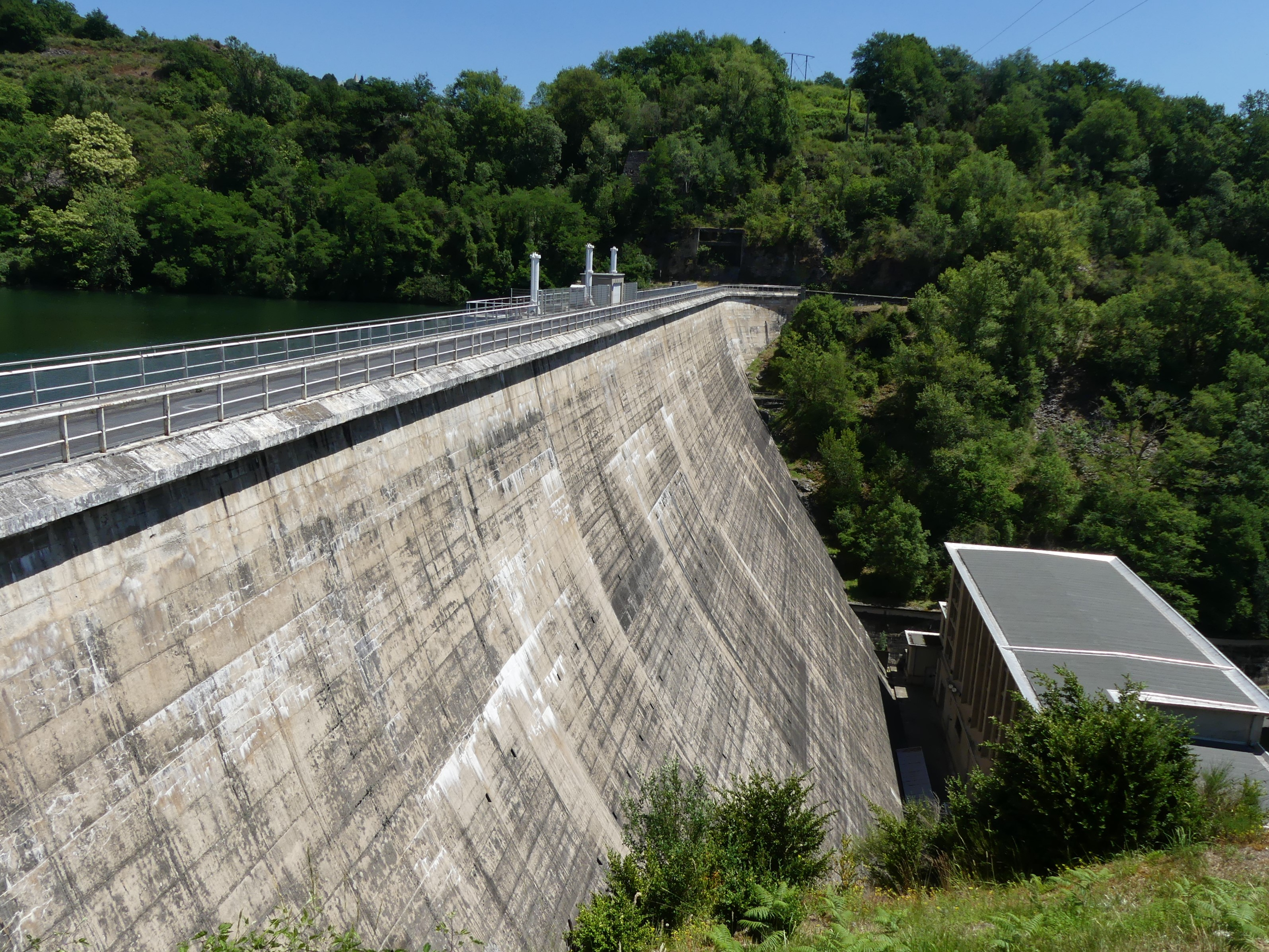
Le barrage principal.
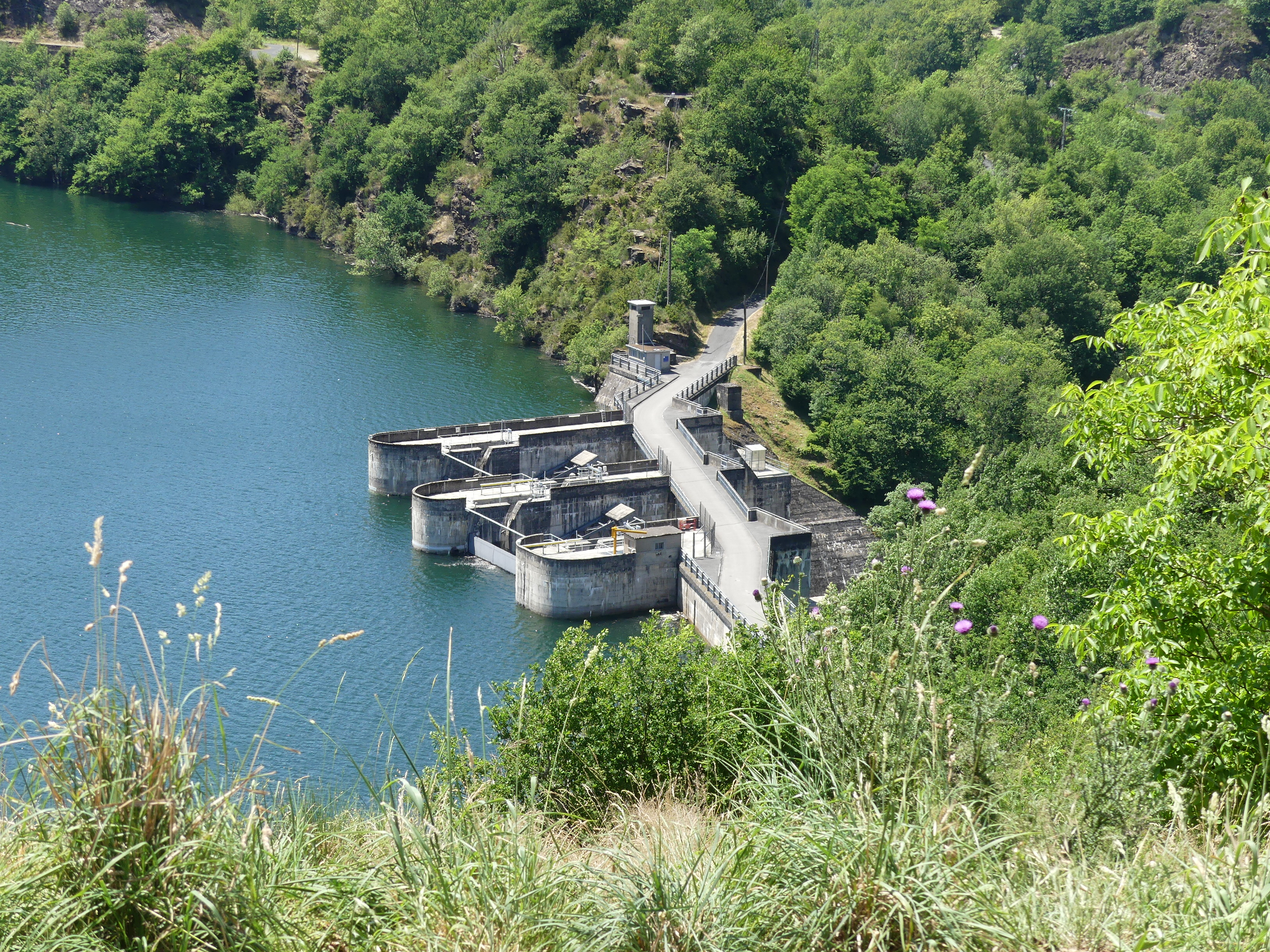
Les deux évacuateurs de crue du barrage nord.
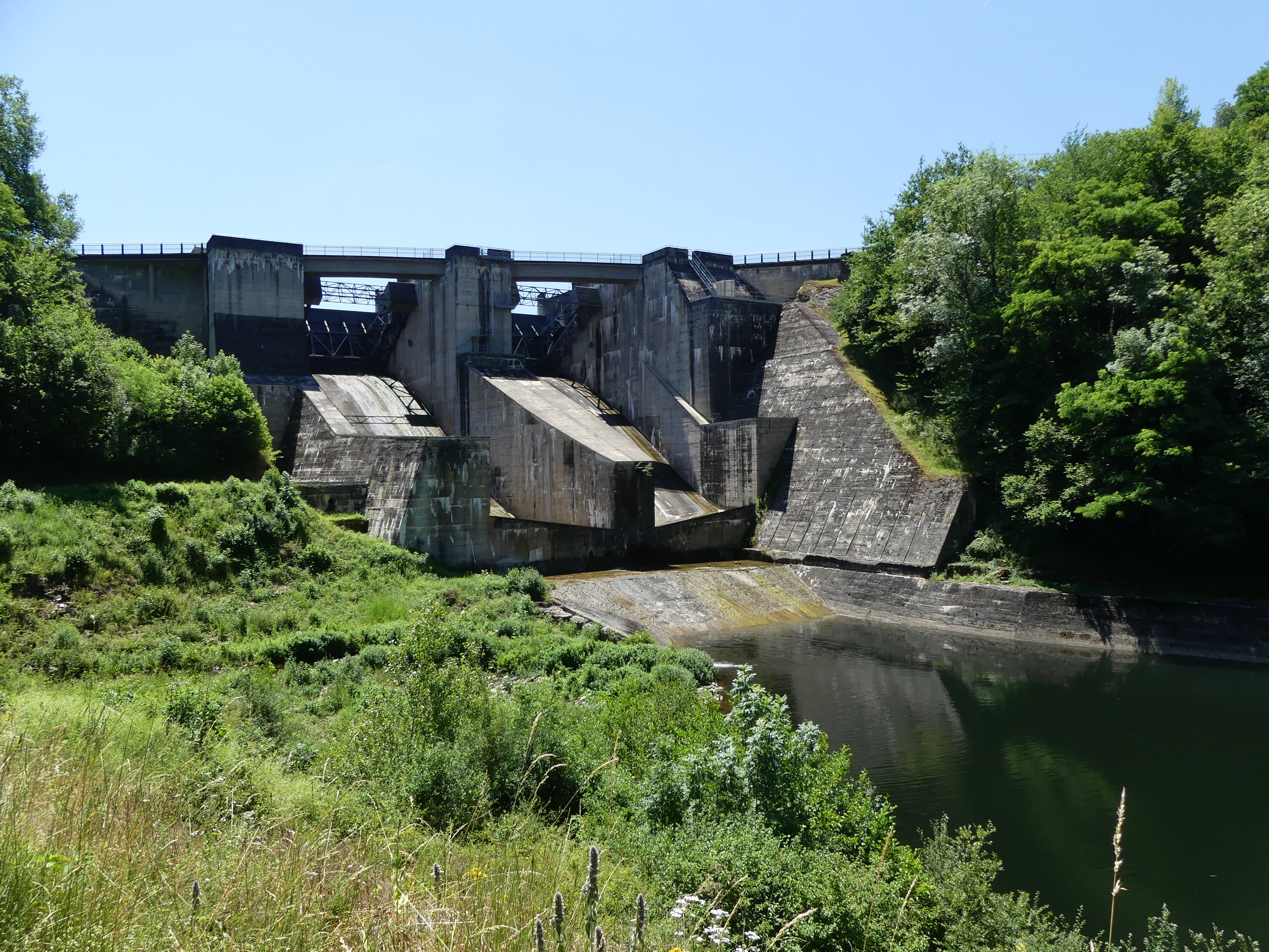
Les deux évacuateurs de crue du barrage nord.
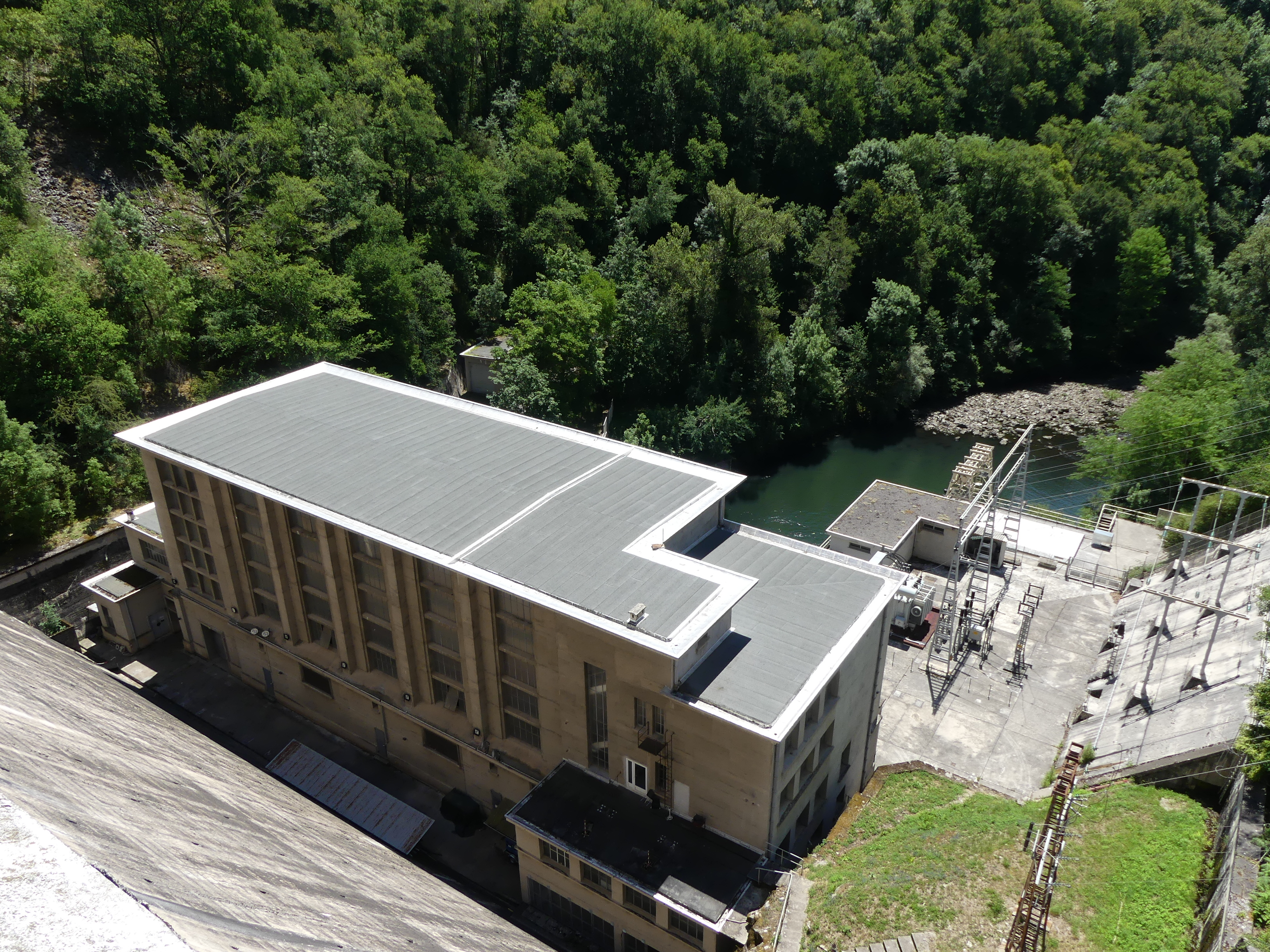
La centrale hydroélectrique.
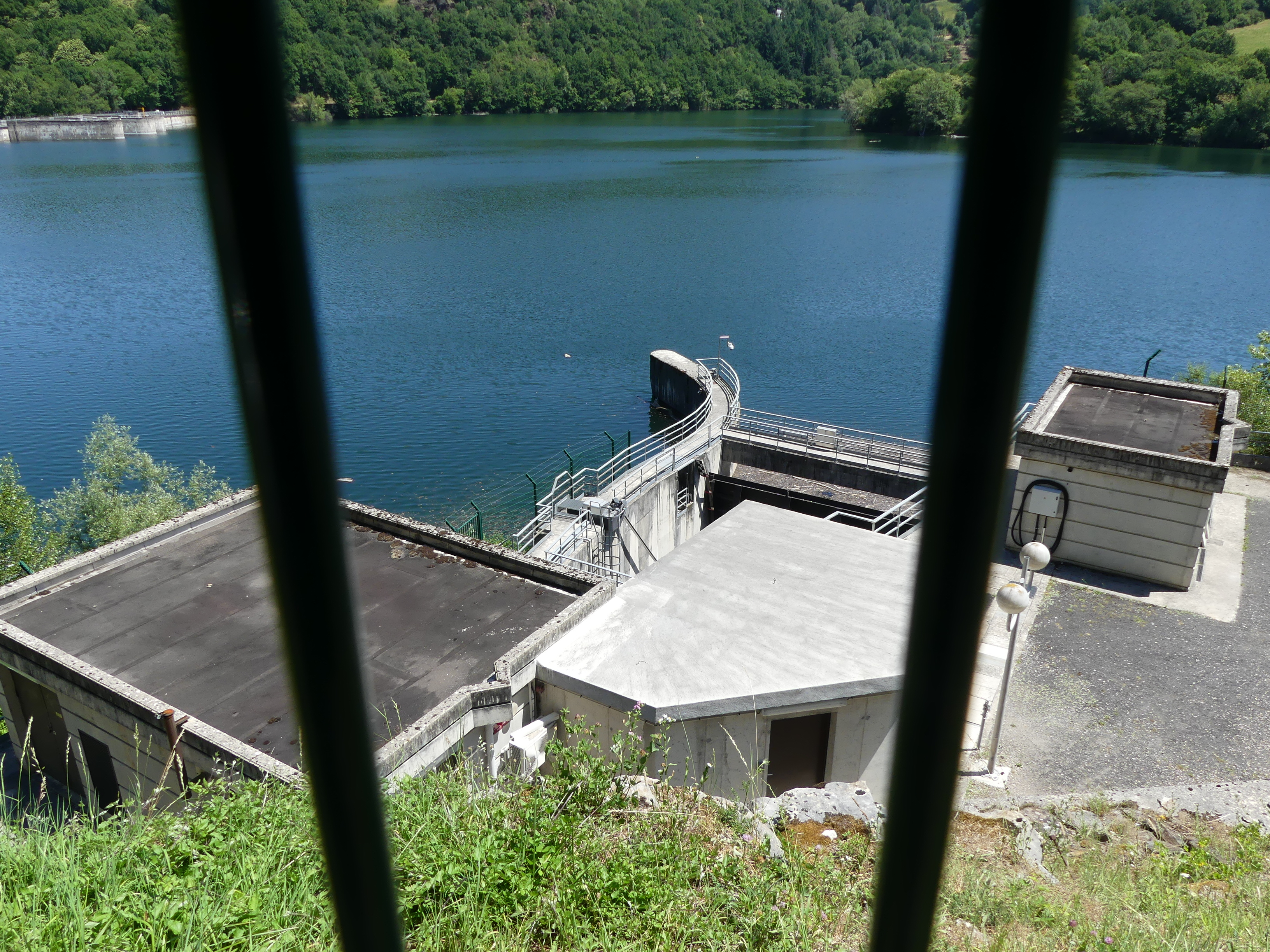
L'évacuateur ouest.
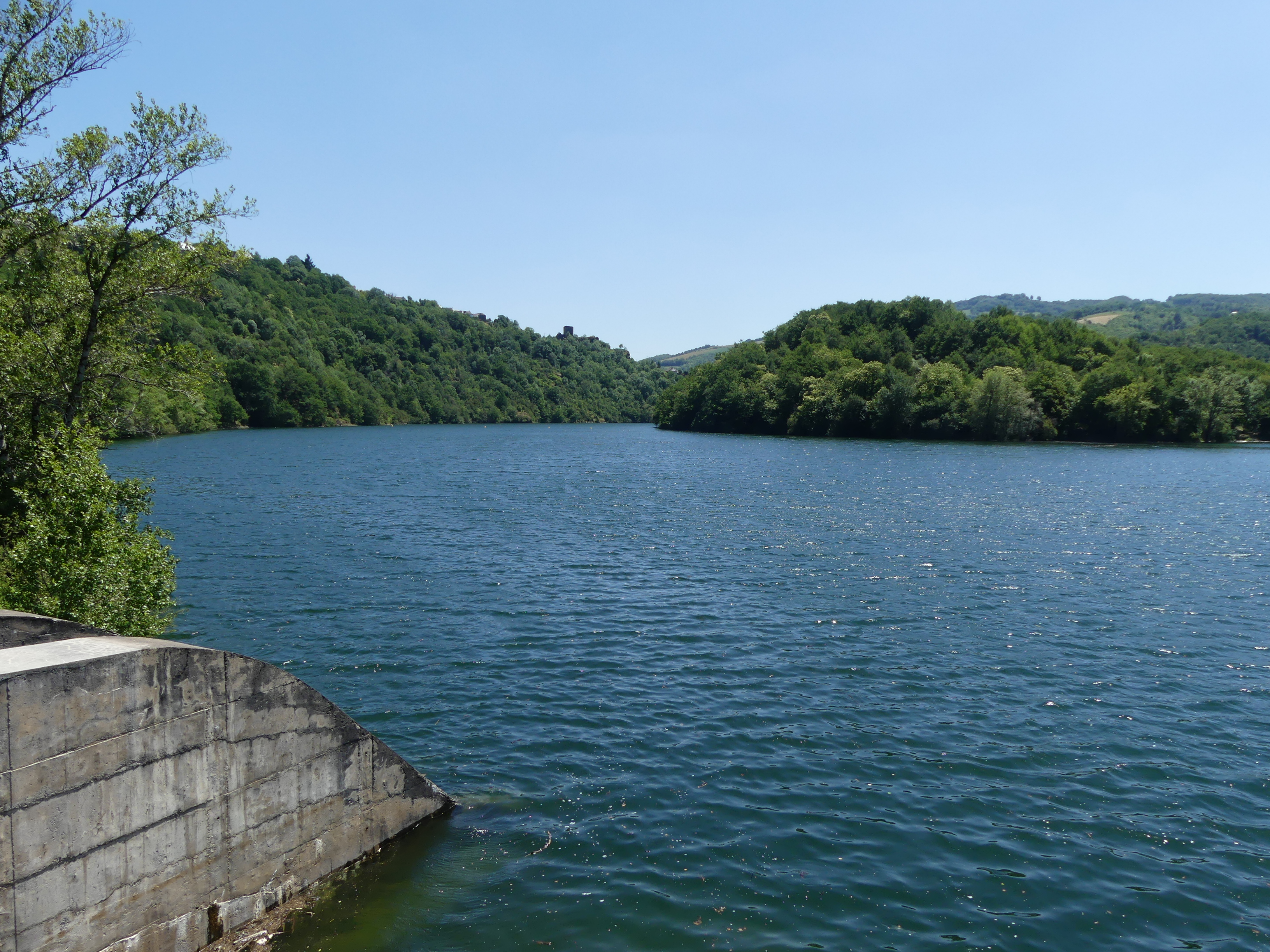
Le lac.